# Nopcsa Elek (kancellár)

A báró felső-szilvási Nopcsa család címere

Felső-szilvási báró Nopcsa Elek (?, 1775. március 14. – Bécs, 1862. november 28.) erdélyi udvari kancellár.

## Életútja
A magyar nemesi származású báró Nopcsa családban született. Nopcsa Ferenc és osztoniczai Csóka Mária fia. Fivére báró felsőszilvási Nopcsa László (1794–1884), Hunyad vármegye főispánja 1848-ig, földbirtokos, akinek két fia báró Nopcsa Ferenc és ifjabb Nopcsa Elek voltak.
Előbb Hunyad vármegyénél kezdte hivataloskodását, ahol szép tehetségei és bő ismeretei folytán 1816-ban főispán, 1819-ben kormányszéki, 1822-ben udvari tanácsos, 1831-ben Szent István-rend keresztese, 1832-ben királyi táblai elnök, 1834-ben az országos rendek elnöke, 1837-ben erdélyi udvari főkancellár és valóságos belső titkos tanácsos lett. 1844-ben a Lipót-rend nagy keresztjét kapta és nyugalomba lépett. Végül 1855. december 31-én a Szent István- és Lipót-rendek szabályainál fogva ausztriai birodalmi báróságra emeltetett.
Beszéde, melyet az erdélyi ország rendjeihez intézett 1837-ben, a pozsonyi Alveare (Méhkas) c. folyóiratban jelent meg (Cursus I. Vol. II. 1847.).